# لوبیای زینتی
لوبیای زینتی، لوبیای قرمز، لوبیای گل (نام علمی: Phaseolus coccineus) نام یک گونه از سرده لوبیا است. بوته‌ای است شبیه لوبیا با گل‌های قرمز درشت و بسیار زیبا و میوه‌ای ارغوانی یا قرمز با رگه‌ها و نقاط تیره که به عنوان گیاهی زینتی در ایران کاشته می‌شود.

## نگارخانه

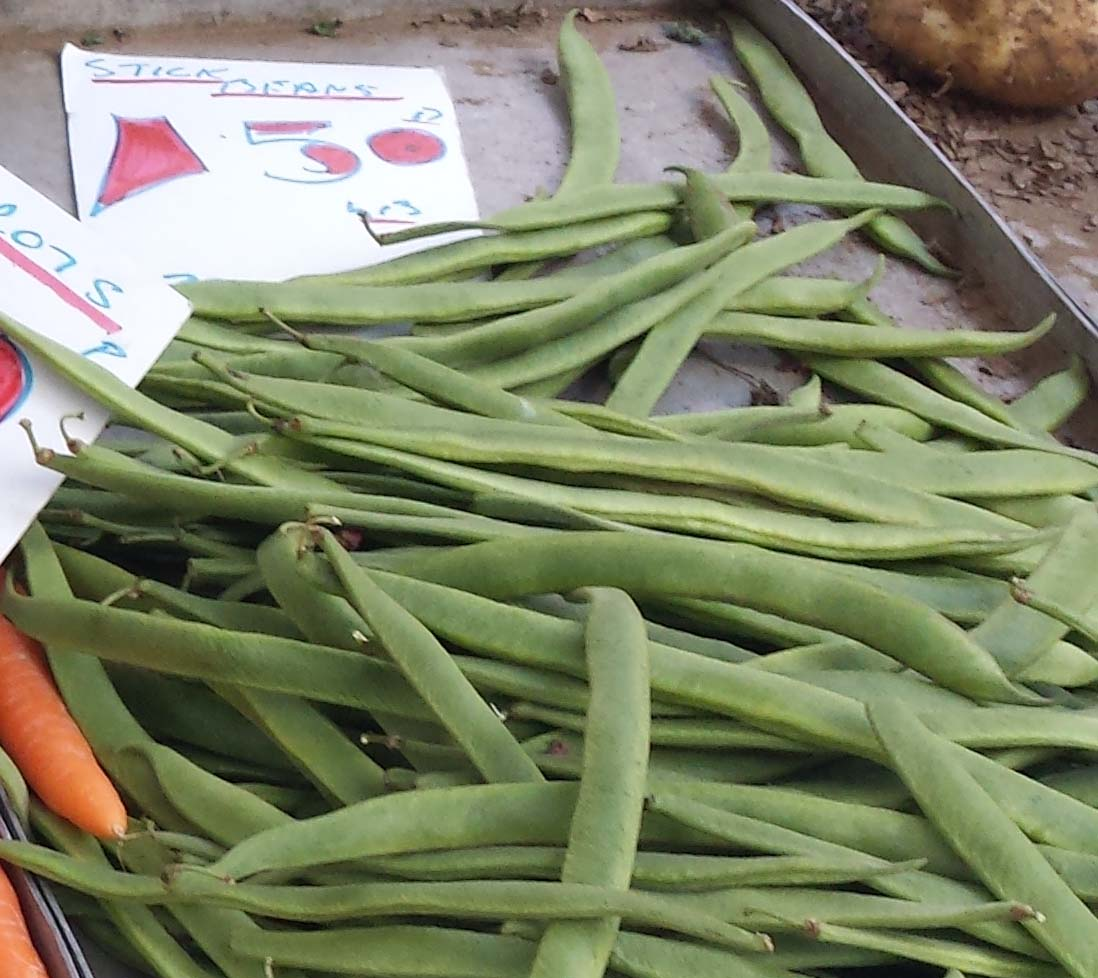
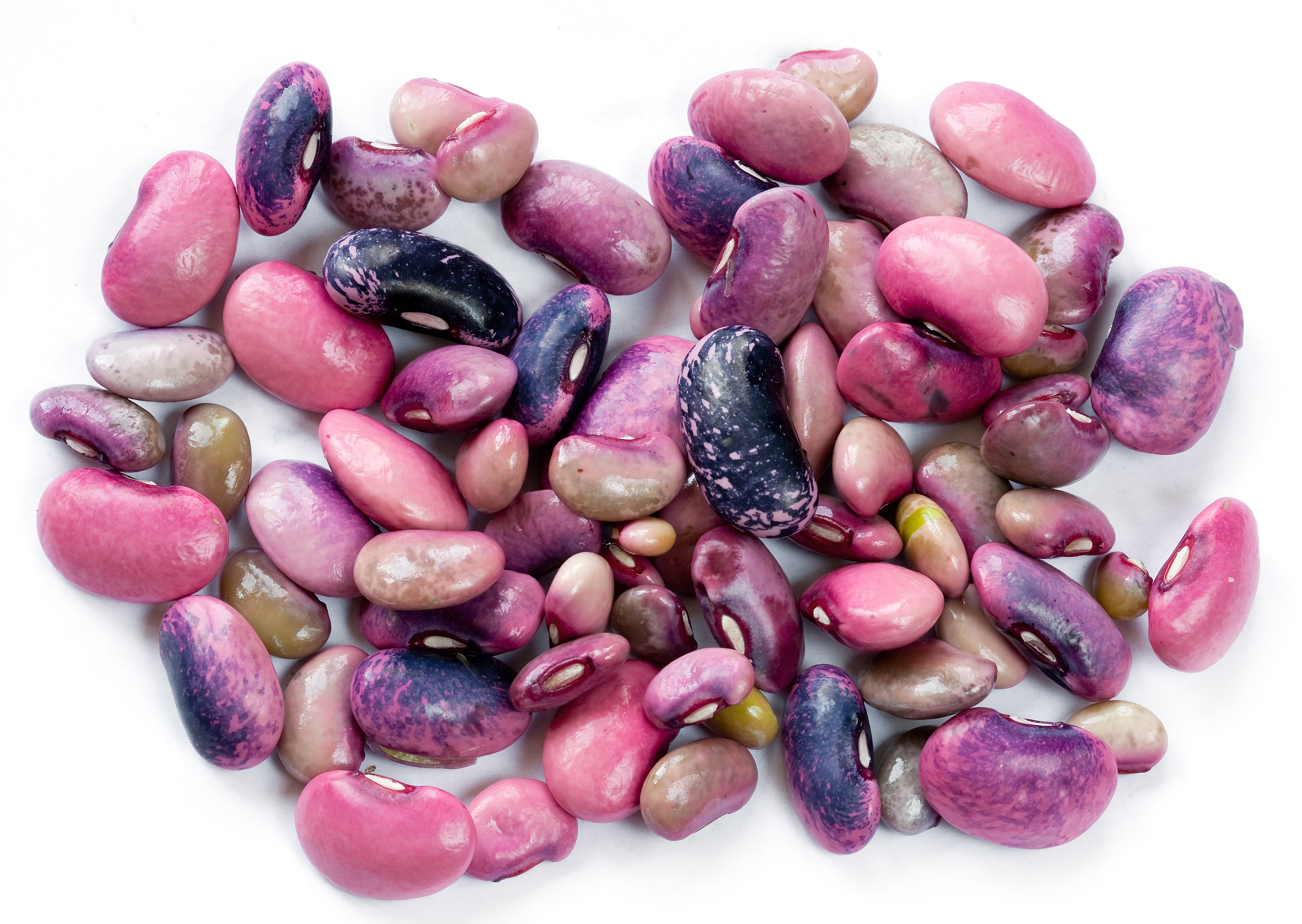
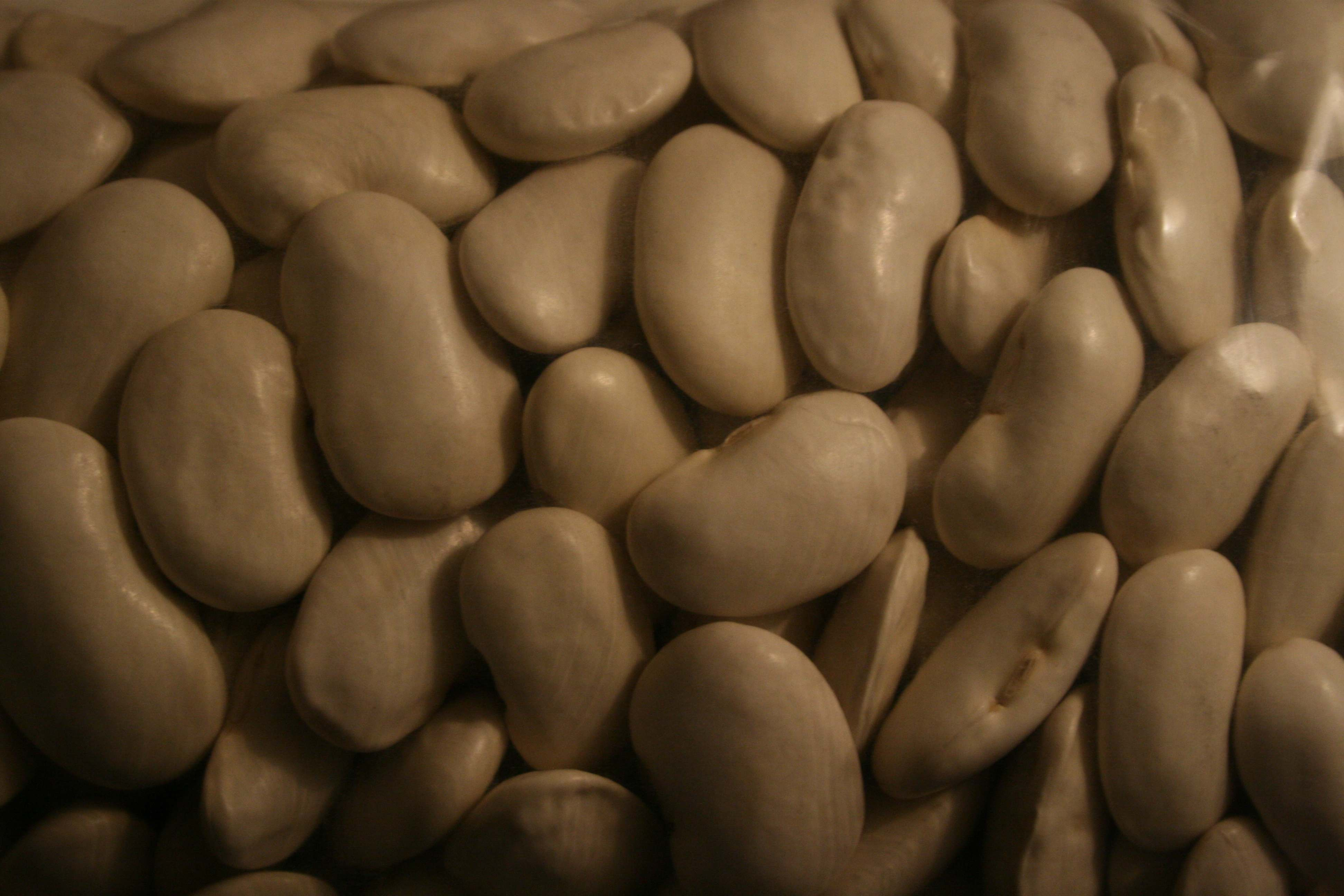